# Bulbophyllum glandulosum
Bulbophyllum glandulosum là một loài phong lan thuộc chi Bulbophyllum.